# 江川滉二
江川 滉二（えがわ こうじ、1937年2月19日 - 2009年8月3日）は、日本の医学者。学位は、医学博士（1962年）。東京大学名誉教授。

## 人物・来歴
1937年、江川英文の次男として東京都に生まれる。新制成蹊高等学校を経て、1963年に東京大学医学部医学科卒業。1968年、東京大学生物系大学院博士課程修了、医学博士の学位を取得。東京大学医科学研究所で長年、基礎医学の面から、がん免疫研究に携わる。1984年、同研究所教授。1997年、東京大学名誉教授。1999年、がんの新しい治療法である免疫細胞治療の専門診療施設「瀬田クリニック（現医療法人社団滉志会瀬田クリニック東京）」を開設。2004年より、日本免疫治療学研究会会長。2007年、医療法人社団滉志会理事長に就任。

## 家族・親族
- 祖父：江川英武は幕末期の韮山代官、明治期の韮山県知事、教育者。
- 父：江川英文
- 母：美 ‐ 男爵佐藤達次郎の三女[4]
- 兄：江川英晴は東芝元常務[5][6]。

## 著書
- がん治療第四の選択肢―免疫細胞療法とは 単行本
- がん治療 体にやさしい医療への潮流---最先端の生命科学が、そして一人の基礎医学者の挑戦が、がん治療の未来への扉を開いた 単行本